# عيسوند (زيارت)
عيسوند (بالفارسية: عیسوند) هي قرية تقع في إيران في Ziarat Rural District. يقدر عدد سكانها بـ 823 نسمة بحسب إحصاء 2016.